# Джонс, Эдвард Пол
Эдвард Пол Джонс (род. 5 октября 1950 года) — американский писатель и автор рассказов. Его роман 2003 года «Известный мир» получил Пулитцеровскую премию за художественную книгу и Международную литературную премию Дублина.

## Биография
Эдвард Пол Джонс родился 5 октября 1950 года в Вашингтоне, округ Колумбия. Получил образование в Колледже Святого Креста и Университете Вирджинии.
Его первая книга, «Затерянные в городе», представляет собой сборник рассказов об афроамериканском рабочем классе в Вашингтоне XX века, округ Колумбия. В ранних историях есть некоторые персонажи, которые похожи на иммигрантов в первом поколении, поскольку они прибыли в город как часть Великой миграции из сельских районов Юга.
Действие его второй книги, «Известный мир», происходило в вымышленном графстве Вирджиния, а главным героем был чернокожий плантатор и рабовладелец смешанной расы. Книга выиграла Пулитцеровскую премию 2004 года в области художественной литературы и Дублинскую международную литературную премию 2005 года.
Третья книга Джонса «Все дети тёти Хагар» была опубликована в 2006 году. Как и «Затерянные в городе», это сборник рассказов об афроамериканцах, в основном живущих в Вашингтоне, округ Колумбия. Некоторые из историй были ранее опубликованы в журнале The New Yorker. Истории в книге затрагивают жизни второстепенных персонажей «Затерянного в городе». В 2007 году Джонс стал финалистом премии PEN / Faulkner Award.
Истории первой и третьей книги Джонса связаны. Как писал Уятт Мейсон в журнале Harper’s Magazine в 2006 году:
Четырнадцать историй «Все дети тёти Хагари» пересматривают не только город Вашингтон, но и четырнадцать историй «Затерянных в городе». Каждая новая история — а многие из них по своей полноте кажутся полностью реализованными маленькими романами — связана в той же последовательности, с соответствующей историей в первой книге.
Весной и осенью 2009 года Джонс был приглашённым профессором творческого письма в Университете Джорджа Вашингтона. Осенью 2010 года он присоединился на факультет английского языка, чтобы преподавать творческое письмо.

## Награды
- 1992: Номинация на Национальную книжную премию, «Затерянные в городе»[6]
- 1993: Награждён премией ПЕН-клуба / Хемингуэя, «Затерянные в городе»
- 1994: Награждён литературной премией Ланнана за художественную литературу, «Затерянные в городе»[7]
- 2003: Номинация на национальную книжную премию, «Известный мир»[6]
- 2003: Награждён Национальной премией круга книжных критиков, «Известный мир»
- 2004: Присуждена Пулитцеровская премия за художественную литературу, «Известный мир»
- 2005: Награждён Международной литературной премией Дублина, «Известный мир»[8]
- 2005: Награждён стипендией Макартура[9]
- 2007: Номинация на премию ПЕН / Фолкнер, «Все дети тёти Хагар»
- 2010: Награждён премией ПЕН / Маламуд за выдающиеся достижения в искусстве создания рассказов.

## Книги
- Затерянный в городе (1992)
- Известный мир (2003)
- Все дети тёти Хагар (2006)